# Нерльский район
Нерльский район — административно-территориальная единица в составе РСФСР, существовавшая в 1929—1956 годах.
Административный центр — село Нерль.
Нерльский район был образован 12 июля 1929 года в составе Кимрского округа Московской области из большей части территории Нерльской волости Кимрского уезда Тверской губернии, а также Нагорской, части Зайцевской и Озерской волостей Ленинского уезда Московской губернии, в его состав вошли 49 сельсоветов: Апухтинский, Афонинский, Байкусовский, Болдиновский, Больше-Михайловский, Быковский, Васильевский, Весковский, Вишняковский, Волосовский, Воронцовский, Ворыкинский, Губинский, Дидиревский, Зайцевский, Капшинский, Лукский, Макарьевский, Михайлово-Чириковский, Нагорский, Непейновский, Нерльский, Новский, Осечковский, Пеньевский, Петрецовский, Подольский, Положиловский, Поречьевский, Провалинский, Раменский, Рогатинский, Романовский, Сендрюховский, Сорокинский, Спасский, Сталинский, Старобисловский, Старковский, Степковский, Тагановский, Твердиловский, Теремцевский, Тимирязевский, Тимонинский, Устиновский, Филатковский, Черковский и Яринский.
Согласно постановлению ВЦИК от 20 мая 1930 года Нерльскому району были переданы Гора-Пневицкий и Полумихайловский сельсоветы Константиновского района, а деревня Удино Нерльского района перешла в Калязинский район.
Постановлением ЦИК и СНК от 23 июля 1930 года округа́ как административно-территориальные единицы были ликвидированы.
29 января 1935 года вошёл в состав Калининской области, упразднён 4 июля 1956 года.
Территория Нерльского района вошла в состав Калязинского района.